# Tårnvika
Tårnvika est une localité du comté de Nordland, en Norvège.

## Géographie
Administrativement, Tårnvika fait partie de la kommune de Bodø.